# The Vectors
The Vectors je hardcore punková skupina založená roku 1990 kytarista Karl Backman, zpěvák a baskytarista Pelle Backman a bubeník Jens Nordén v Umeå, Švédsko.

## Historie
Fuck MTV byl vinylový debut kapely vydaný v Německu na New Lifeshark Records, a najdete tu 4 písničky s odkazy na raný hardcore punk. Po debutu následovalo debutní album The Vectors na stejném labelu, se kterým se kapela následně rozchází ve zlém, mimo jiné kvůli zcenzorování názvu písničky (Adolf Hitler Stroll).
Následuje kontroverzní 7" Rape the Pope, který dík názvu odmítla distribuovat řádka punk dister a druhé album Still Ill na Busted Heads, třetí velká deska zůstává již léta nedokončena.
Kytarista Karl Backman je dnes členem AC4. Poslední nahrávka The Vectors jak už bylo napsáno dosud čeká na dokončení.

## Členové
- Karl Backman - kytara, hlas
- Pelle Backman - basová kytara, hlas
- Jens Nordén - bicí[1]

## Diskografie

### Alba
- The Vectors (New Lifeshark 1998)
- Still Ill (Busted Heads 2003)

### Singly a EP
- Fuck MTV (New Lifeshark 1996)
- Rape the Pope (Rabid Alligator 2000)

### Kompilace
- Swedish Sins '99 (kompilace, White Jazz Records 1999)
- The International Punk Rock Box Set (kompilace, 2002)
- Burn It All Away (kompilace, Mind Explosion 2002)
- Samlingskass1 (kompilace, SIK Records 2002)
- Main Man: A Tribute to Dee Dee Ramone (kompilace, AMP Records 2004)
- Diggy Diggy Dead (kompilace, Rubble Records 2005)
- Umeå Punk City (kompilace, Umeå Punk City 2009)
- Pigs and Parasites (s Frantic, SIK Records 2011)[1][3][4]